# I Want You (1998)
I Want You ist ein britisches Filmdrama von Michael Winterbottom aus dem Jahr 1998.

## Handlung
Honda, ein 14-jähriger bosnischer Junge, ist Waise und lebt mit seiner älteren Schwester Smokey in einer kleinen englischen Küstenstadt. Smokey verdient ihren Lebensunterhalt als Sängerin in einem Nachtclub. Seit dem Selbstmord der Mutter spricht Honda nicht mehr. Sein Hobby ist das Aufnehmen von Gesprächen anderer Menschen sowie der zahlreichen Beischlafaktivitäten seiner Schwester auf Tonband.
Eines Tages lernt er die deutlich ältere Helen kennen, welche ebenfalls Waise ist und einen Friseursalon in der Stadt führt. Sie verwehrt ihrem Freund den Beischlaf, obwohl sie schon sechs Monate zusammen sind. Honda verliebt sich in Helen.
In der Stadt taucht nach einer längeren Gefängnisstrafe der unter Bewährung stehende Martin wieder auf. Neun Jahre zuvor soll er, so berichtet Helen es Honda, ihren Vater getötet haben, als dieser ihn mit der damals noch minderjährigen Helen im Bett erwischt hat. Martin versucht nun, seine Beziehung mit Helen wieder aufzugreifen. Diese entzieht sich ihm jedoch.
Honda zeichnet die Gespräche und den einmaligen Beischlaf der beiden auf. Als Martin Helen erneut bedrängt, geht Honda dazwischen. Martin hält ihm vor, dass Helen selbst ihren Vater getötet habe und er an ihrer statt bestraft wurde. Daraufhin erschlägt Helen Martin und flüchtet aus der Stadt. Die Polizei geht im Nachhinein davon aus, dass es Notwehr gewesen sei.

## Kritiken
Das Lexikon des internationalen Films schrieb, der Film sei „stark stilisiert“ sowie „in suggestive Stimmungen und kunstvolle Bilder getaucht“. Er sei „optisch wie akustisch komplex strukturiert“ und kreise „inhaltlich um Fragen von Schuld und Sprachlosigkeit“. Außerdem thematisiere er den „fortgeschrittenen Zerfall der Moderne“.
Rotten Tomatoes schrieb, der Film sei ein „schön gefilmter“, „realistischer“ Erotikthriller. Die Darstellungen seien „faszinierend“, besonders jene von Rachel Weisz („alluring performances of its attractive cast (most notably, the stunning Weisz)“). Der Regisseur beweise noch einmal, dass er in das scheinbar verbrauchte Genre neues Leben einhauchen könne.

## Auszeichnungen
Michael Winterbottom wurde im Jahr 1998 für den Goldenen Bären nominiert; Slawomir Idziak gewann einen Sonderpreis der Internationalen Filmfestspiele Berlin. Michael Winterbottom gewann 1998 einen Preis der Semana Internacional de Cine de Valladolid. Slawomir Idziak wurde 1998 für einen Preis des polnischen Festivals Camerimage nominiert.

## Hintergrund
Der Film wurde in Dungeness (Kent) und in Hastings (East Sussex) gedreht. Er hatte seine Weltpremiere am 18. Februar 1998 auf den Internationalen Filmfestspielen Berlin. Der Film wurde in den USA in nur einem Kino gezeigt, in dem er ca. 1,2 Tsd. US-Dollar einspielte.